# 徐行 (正統進士)
徐行（1408年—？），字順理，山東兖州府單城縣人，民籍。明朝政治人物。進士出身。

## 生平
山東鄉試第十二名。正統十年（1445年）乙丑科會試第六十二名，殿試登進士第三甲第二十四名。

## 家族
曾祖徐興。祖父徐友諒。父亲徐璡。